# Jivanmukti
Jivanmukti (sanskr. "befrielse här i livet"), begrepp inom advaitafilosofin. Dess innebörd kan i korthet beskrivas som den insikt en människa kan vinna, medan hon fortfarande är bunden till sin kropp, om enhet med det eviga jaget (brahman), där insikten även omfattar det faktum att det eviga jaget inte är bundet till en kropp. Detta ska uppfattas som detsamma som att världen som vi ser den är en illusion.
Denna insikt med beteckningen Jivanmukti är en tillräcklig förutsättning för moksha.